# 이의정 정문
이의정 정문은 대한민국 충청북도 영동군 양산면에 있다. 1997년 7월 4일 영동군의 향토유적 제51호로 지정되었다.

## 개요
이 정문(旌門)은 이의정의 충절(忠節)을 기리기 위하여 세운 것이다. 이의정은 본관(本貫)이 여주 하음(河陰)으로 고려후기 이규보의 팔대손이고 , 이조판서 장(墻)의 손이며, 율곡 이이 문하에서 수업하였다. 그는 무과에 급제하여 보령현감에 재직할 당시 임진왜란이 일어나자 김천일, 최경희 장군과 더불어 진주성 싸움에서 투신 순절 하였으며, 경종 2년(1722)에 명정(命旌) 되었다. 건물은 1칸, 목조기와 팔작집이다.